# Heide Berndt
Heide Berndt (* 2. Dezember 1938 in Aachen; † 23. Februar 2003 in Berlin) war eine deutsche Stadtsoziologin und Sozialmedizinerin.

## Leben und Beruf
Heide Berndt verbrachte ihre Kindheit in Posen und ihre Jugend in Frankfurt am Main. Sie studierte von 1959 bis 1966 Soziologie bei Theodor W. Adorno an der Frankfurter Universität, unterbrochen von zwei Semestern an der FU Berlin. Als diplomierte Soziologin arbeitete sie von 1966 bis 1974 bei Alexander Mitscherlich als wissenschaftliche Assistentin für Stadt- und Architektursoziologie am Sigmund-Freud-Institut. Nach zweijähriger freiberuflicher Tätigkeit, wurde sie 1979 als Hochschullehrerin an die Alice Salomon Hochschule Berlin für das Fach Sozialmedizin berufen. Sie starb kurz vor ihrer Emeritierung 2003.
In einem Nachruf heißt es: „Theoretisch verstand sie sich als ‚Adornitin‘“. Als Studentin schloss sie sich dem Sozialistischen Deutschen Studentenbund (SDS) und dem Argument-Klub (Berlin) an. Als Hochschullehrerin war sie an mehreren Initiativen und Projekten zur Unterstützung von psychisch Kranken und psychiatriegeschädigten Patienten beteiligt.
Sie arbeitete an einem umfangreichen Werk über die 68er-Revolte, das sie nach ihrer Emeritierung abschließen wollte.

## Schriften (Auswahl)
- Das Gesellschaftsbild bei Stadtplanern. Karl Krämer Verlag, Stuttgart 1968.
- (mit Alfred Lorenzer und Klaus Horn) Architektur als Ideologie. Suhrkamp Verlag, Frankfurt am Main 1968.
- Die Natur der Stadt. Verlag Neue Kritik, Frankfurt am Main 1978, ISBN 978-3801501587.